# Heterosquilloides insolita
Heterosquilloides insolita är en kräftdjursart som först beskrevs av Manning 1963.  Heterosquilloides insolita ingår i släktet Heterosquilloides och familjen Tetrasquillidae. Inga underarter finns listade i Catalogue of Life.